# Hindi fiyiano
El hindi fiyiano es una lengua indoaria, lengua materna de aproximadamente 313 000 personas de origen indio en Fiyi.
Este lenguaje es muy diferente del hindi hablado en India y la relación entre los dos idiomas son similares a las existentes entre el neerlandés y el afrikáans. La lengua se compone de los dialectos orientales del hindi (Bhojpuri y Awadhi) con numerosas palabras en inglés y fiyiano. Se habla con un acento del océano Pacífico.
En los últimos tiempos, debido a la agitación en Fiyi, un gran número de indo-fiyianos han emigrado a Australia, Nueva Zelanda, Estados Unidos y Canadá, tomando la variedad fiyiana del hindi con ellos.

## Historia
Trabajadores indios contratados fueron llevados a Fiyi, procedentes principalmente de los distritos del este de Uttar Pradesh y Bihar y el sur de India como de Andhra y Tamil Nadu, a finales del siglo XIX y principios del siglo XX. Este desplazamiento de poblaciones se produjo debido a que tanto Fiyi como India eran por aquel entonces parte del Imperio británico.
Con el tiempo, se ha convertido una lengua indostánica distinta desarrollada en Fiyi, que combina los elementos comunes de los dialectos que se hablan hindi en estas áreas con el fiyiano, el urdu, el árabe, el inglés y el tamil, es decir, lo que se ha desviado significativamente de las variedades de hindi y urdu que se hablan en el subcontinente indio. El desarrollo de hindi fiyiano fue acelerado por la necesidad de trabajadores que hablasen diferentes dialectos y subdialectos del hindi para trabajar juntos.